# Copa Gato 2009
La Copa Gato 2009 fue la séptima edición correspondiente al torneo amistoso de fútbol Copa Gato, siendo organizada por la empresa Pegaso Chile S.A., continuadora de la productora MERCOM S.A., y auspiciada por la Viña San Pedro, dueña de la marca de vino Gato.
En aquella versión tuvo lugar el Clásico del fútbol chileno, entre Colo-Colo y Universidad de Chile. El duelo, efectuado en el Estadio Regional de Antofagasta, terminó con una victoria por 2-1 del cuadro universitario, que se adjudicó el trofeo amistoso.
Cabe destacar que, durante el encuentro, los jugadores de Colo-Colo portaron un brazalete negro en su brazo derecho en honor al fallecido Francisco Valdés.

## Colo-Colo v/s Universidad de Chile
| POR   | Francisco Prieto     |  |
| MED   | Paulo Magalhaes      |  |
| DEF   | Sebastián Toro       |  |
| DEF   | Diego Olate          |  |
| DEF   | José Domingo Salcedo |  |
| MED   | Rodrigo Millar 81'   |  |
| DEF   | Christopher Penroz   |  |
| MED   | César Pinares 46'    |  |
| DEF   | Rafael Caroca        |  |
| DEL   | Cristian Bogado      |  |
| DEL   | Daúd Gazale          |  |
| D. T. | Hugo Tocalli         |  |

| POR   | Hernán Caputto          |  |
| DEF   | Marcelo Díaz 69'        |  |
| DEF   | Mauricio Victorino      |  |
| DEF   | Rafael Olarra           |  |
| DEF   | Mauricio Arias          |  |
| MED   | Ángel Rojas             |  |
| MED   | Felipe Seymour          |  |
| DEF   | Rodrigo Jara            |  |
| MED   | Walter Montillo 86'     |  |
| DEL   | Juan Manuel Olivera 79' |  |
| DEL   | Edson Puch 69'          |  |
| D. T. | José Basualdo           |  |

| DEL | Phillip Araos  | 81' |
| MED | Gerardo Cortés | 46' |

| DEF | Cristóbal López   | 69' |
| DEL | Mauricio Gómez    | 86' |
| MED | Nelson Pinto      | 79' |
| DEL | Manuel Villalobos | 69' |

|  | 90+2' | Cristian Bogado |

| Penal | 45' | José Manuel Olivera |
|       | 84' | Ángel Rojas         |

| Amonestado | Rafael Caroca      |
| Amonestado | Paulo Magalhaes    |
| Amonestado | Sebastián Toro     |
| Amonestado | Christopher Penroz |
| Amonestado | Cristian Bogado    |

| Árbitro | René de la Rosa |

| POR   | Francisco Prieto     |  |
| MED   | Paulo Magalhaes      |  |
| DEF   | Sebastián Toro       |  |
| DEF   | Diego Olate          |  |
| DEF   | José Domingo Salcedo |  |
| MED   | Rodrigo Millar 81'   |  |
| DEF   | Christopher Penroz   |  |
| MED   | César Pinares 46'    |  |
| DEF   | Rafael Caroca        |  |
| DEL   | Cristian Bogado      |  |
| DEL   | Daúd Gazale          |  |
| D. T. | Hugo Tocalli         |  |

| POR   | Hernán Caputto          |  |
| DEF   | Marcelo Díaz 69'        |  |
| DEF   | Mauricio Victorino      |  |
| DEF   | Rafael Olarra           |  |
| DEF   | Mauricio Arias          |  |
| MED   | Ángel Rojas             |  |
| MED   | Felipe Seymour          |  |
| DEF   | Rodrigo Jara            |  |
| MED   | Walter Montillo 86'     |  |
| DEL   | Juan Manuel Olivera 79' |  |
| DEL   | Edson Puch 69'          |  |
| D. T. | José Basualdo           |  |

| DEL | Phillip Araos  | 81' |
| MED | Gerardo Cortés | 46' |

| DEF | Cristóbal López   | 69' |
| DEL | Mauricio Gómez    | 86' |
| MED | Nelson Pinto      | 79' |
| DEL | Manuel Villalobos | 69' |

|  | 90+2' | Cristian Bogado |

| Penal | 45' | José Manuel Olivera |
|       | 84' | Ángel Rojas         |

| Amonestado | Rafael Caroca      |
| Amonestado | Paulo Magalhaes    |
| Amonestado | Sebastián Toro     |
| Amonestado | Christopher Penroz |
| Amonestado | Cristian Bogado    |

| Árbitro | René de la Rosa |

Ganador: Universidad de Chile